# Jimmy Gressier
Jimmy Gressier, né le 4 mai 1997 à Boulogne-sur-Mer, est un athlète français spécialiste des épreuves d'endurance. Il est notamment triple champion d'Europe espoir de cross ainsi que quintuple champion d'Europe de cross par équipe en catégorie juniors et espoirs.
Il est l'actuel détenteur du record d'Europe du 5 km sur route en 12 min 57 s le 16 mars 2025. Il est également l'actuel détenteur du record de France du 5 000 mètres en 12 min 54 s 97, performance réalisée le 30 mai 2024 lors du Bislett Games et du record de France du 10 000 mètres en 26 min 58 s 67, performance réalisée le 2 août 2024 lors des Jeux olympiques d'été de 2024 à Paris.

## Biographie

### Jeunesse
Jimmy Gressier naît le 4 mai 1997 à Boulogne-sur-Mer, ville du Pas-de-Calais. Il grandit dans le quartier du Chemin Vert avec ses cinq frères et sœurs. Il a pour modèle Franck Ribéry qui a grandi dans le même quartier. Son père est boxeur, et son grand frère très sportif. Jimmy Gressier commence l'athlétisme à l'âge de 16 ans en parallèle à une pratique assidue du football. Il joue alors dans les catégories jeunes de l'Union sportive Boulogne Côte d'Opale (USBCO) ancien club de Ligue 1 où il côtoie N'Golo Kanté de 2010 à 2013. Avec l'association sportive du Lycée Giraux-Sannier de Saint-Martin les Boulogne, il remporte deux fois le titre de champion de France UNSS de football. Ces titres lui valent une sélection au sein de l'équipe de France scolaire UNSS pour la Coupe du Monde de football scolaire au Guatemala en 2015. Lui et ses coéquipiers se hisseront jusqu'en demi-finale du tournoi.

### 2015
Au printemps 2015, il obtient une 6e place aux championnats de France de cross et décroche dans le même temps une sélection pour les mondiaux de cross-country à Guiyang en Chine. Il termine 80e au terme des 8 kilomètres de course et 4e Français. Il obtient une nouvelle sélection en équipe de France pour les championnats d'Europe de cross d'Hyères en décembre 2015. Il termine 4e de la course, devancé de 2 secondes par El Madhi Lahoufi pour la médaille de bronze. Cependant, il obtient avec ses camarades de l'équipe de France le titre de champion d'Europe par équipe.

### 2016

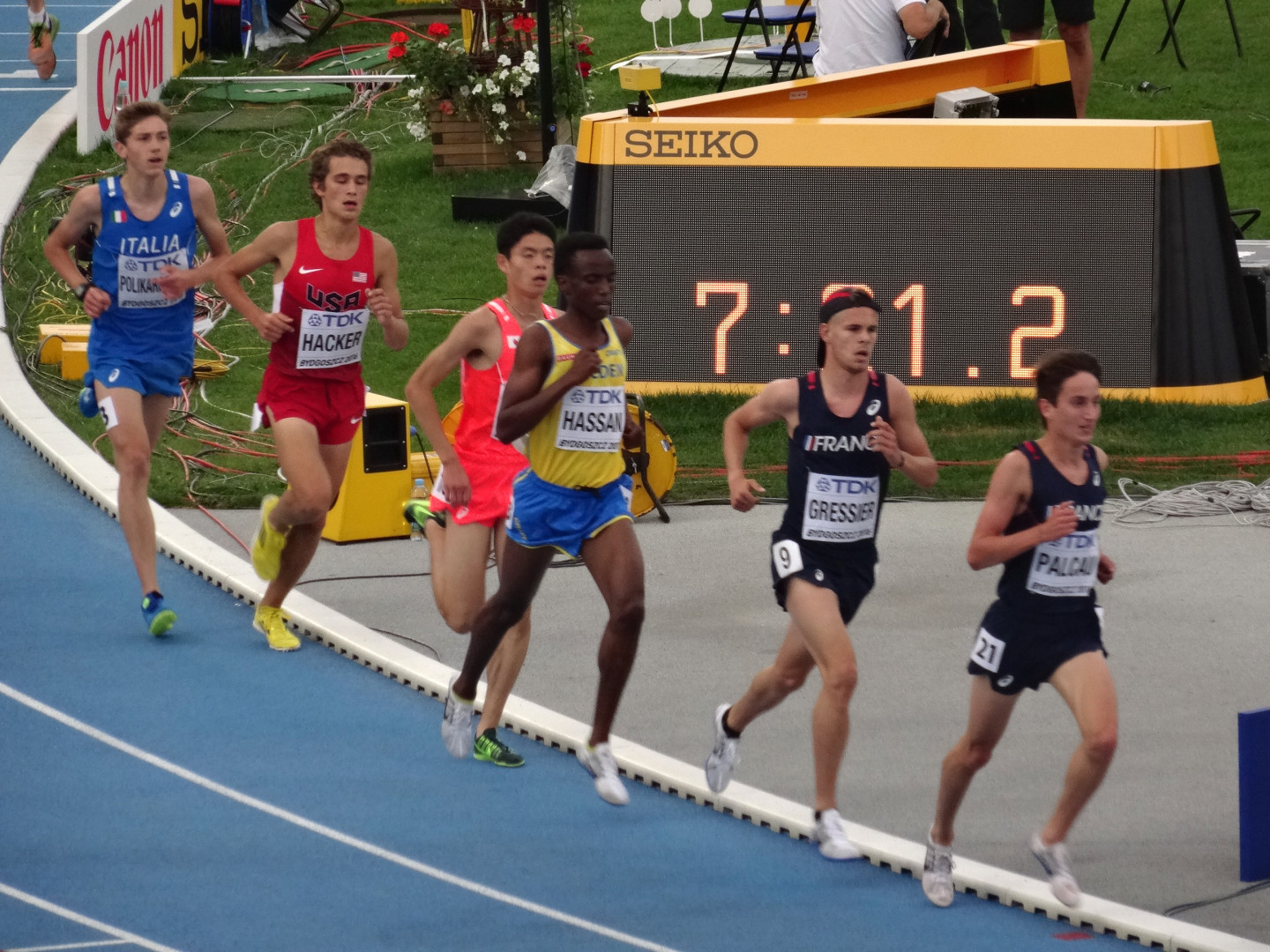
Jimmy Gressier lors des Championnats du monde Juniors de 2016, à Bydgoszcz, en Pologne (deuxième à partir de la droite).

Il se consacre pleinement à la pratique de l'athlétisme à partir de 2016 sous l'impulsion de son préparateur physique de football, qui deviendra aussi son entraîneur d'athlétisme. Il reste cependant très proche du monde du football qu'il décrit comme une passion au contraire de l'athlétisme qu'il considère comme un métier.
Il est pour la première fois médaillé lors des championnats de France de cross-country, le 6 mars 2016, en terminant 3e de la course junior homme derrière Anthony Pontier (2e) et Fabien Palcau (1er). Le 18 juin, il décroche son premier titre national en remportant le championnat de France junior du 10 km sur route en 30 min 19 s. Sur piste, il termine à la deuxième place lors des championnats de France juniors à Châteauroux sur 1 500 m. Il décroche en novembre 2016 sa sélection pour les championnats d'Europe de cross de Chia en Italie. Il termine de nouveau au pied du podium échouant à 3 secondes du Britannique Mahamed Mahamed. L'équipe de France junior y conserve cependant son titre de championne d'Europe par équipe acquis l'année précédente à Hyères.

### Champion d'Europe espoir de cross (2017)
Il entame l'année 2017 avec un changement de catégorie et une 8e place aux championnats de France de cross. Lors de la saison estivale il est de nouveau vice-champion de France de sa catégorie sur 1 500 m. Le 22 octobre 2017 il est sacré champion de France toutes catégories confondues du 10 kilomètres route avec le temps de 29 min et 36 secondes. Le 12 décembre il devient champion d'Europe espoir de cross pour la première fois de sa carrière et signe avec Hugo Hay un doublé pour l'équipe de France de cross. En compagnie de ses coéquipiers il est pour la troisième fois consécutive champion d'Europe par équipe. 

### Titre européen espoir de cross conservé (2018)
Jimmy Gressier monte sur le podium des championnats de France de cross en terminant 3e de l'épreuve de sa catégorie, remportée par Hugo Hay, le 10 mars 2018. Sélectionné pour les championnats d'Europe de cross, il conserve son titre de champion d'Europe en devançant de 8 secondes son dauphin, l'Allemand Samuel Fitwi. Sa glissade en franchissant la ligne d'arrivée fait le tour des médias. Son camarade Hugo Hay remporte la médaille de bronze. Pour la quatrième fois consécutive, il remporte le titre de champion d'Europe par équipe avec ses camarades de l'équipe de France,. 
Le 30 décembre 2018 il signe un nouveau record sur 10 km route en terminant 7e de la Corrida de Houilles en 28 min 13 s. Cette performance fait de lui le troisième meilleur performeur français de tous les temps sur 10 kilomètres. 

### Double champion d'Europe espoir sur piste et nouveau titre en cross (2019)
Il commence la saison 2019 avec une performance lors du cross Ouest-France en étant 5e et premier Français. Lors de la saison en salle il améliore son record personnel du 1 500 m en 3 min 42 s 14. Lors des championnats de France élite en salle il termine 2e du 3000 m en 7 min 52 s 08, réalisant ainsi les minimas pour les championnats d'Europe en salle de Glasgow tout en battant le record espoir de Bouabdellah Tahri du 3000 m. Le 11 juillet il devient champion d'Europe espoir en remportant la finale du 10 000 m à Gävle en 28 min 44 s 17, puis récidive deux jours plus tard en remportant la finale du 5000 m en 14 min 16 s 55, devenant ainsi double champion d'Europe sur piste.   
Le 8 décembre 2019 il décroche à nouveau la médaille d’or pour un triplé inédit aux championnats d’Europe de cross à Lisbonne au Portugal, en individuel, se détachant à 2 kilomètres de l’arrivée pour boucler ses 8 km en 24 min et 16 secondes. Il conserve aussi son titre par équipe pour la 5e fois consécutive avec Hugo Hay, Mohamed-Amine Elbouajaji, Fabien Palcau, Louis Gilavert et Pierrik Jocteur-Monrozier en cumulant 17 points, soit 12 points de moins que les Italiens, 2e. Le 29 décembre 2019 il participe à la Corrida de Houilles qu'il boucle en 27 minutes et 43 secondes, soit la deuxième meilleure performance française de tous les temps. Il devient ainsi le deuxième Européen de tous les temps derrière le Franco-Suisse Julien Wanders et ses 27 min 13 s, mais devant Mohamed Farah et son record personnel de 27 min 44 s.

### Record d'Europe du 5 km sur route (2020)
Le 16 février 2020 il bat le record d'Europe du 5 km sur route à Monaco avec un temps de 13 min 18 s, effaçant ainsi la précédente marque de 13 min 29 s du Franco-Suisse Julien Wanders. Au meeting de Liévin, le 19 février, il prend la dixième place du 3 000 m en 7 min 48 s 54, deuxième Français derrière Djilali Bedrani. 
Pour se préparer à ses courses de la saison estivale, Jimmy Gressier a réalisé un stage de 3 semaines à Font-Romeu. Le 25 juillet à Brive, il bat en 3 min 37 s 35 son record personnel du 1 500 m. Aligné sur le 5 000 m lors du meeting de Ligue de diamant de Monaco le 14 août, il termine septième en 13 min 15 s 77, record personnel battu de plus de 7 secondes. Il participe ensuite au premier 3 000 m steeple de sa carrière le 29 août 2020 à Décines-Charpieu, où il se classe troisième en 8 min 24 s 72. Le 8 septembre il bat une nouvelle fois son record personnel sur 1500 m en 3 min 36 s 04 puis, quatre jours plus tard, décroche le titre national en plein air du 5 000 m à Albi en 13 min 33 s 08. Le 31 décembre, il s'impose sur les 5 km de Barcelone avec un temps de 13 min 39 s.   

### Saison olympique (2021)

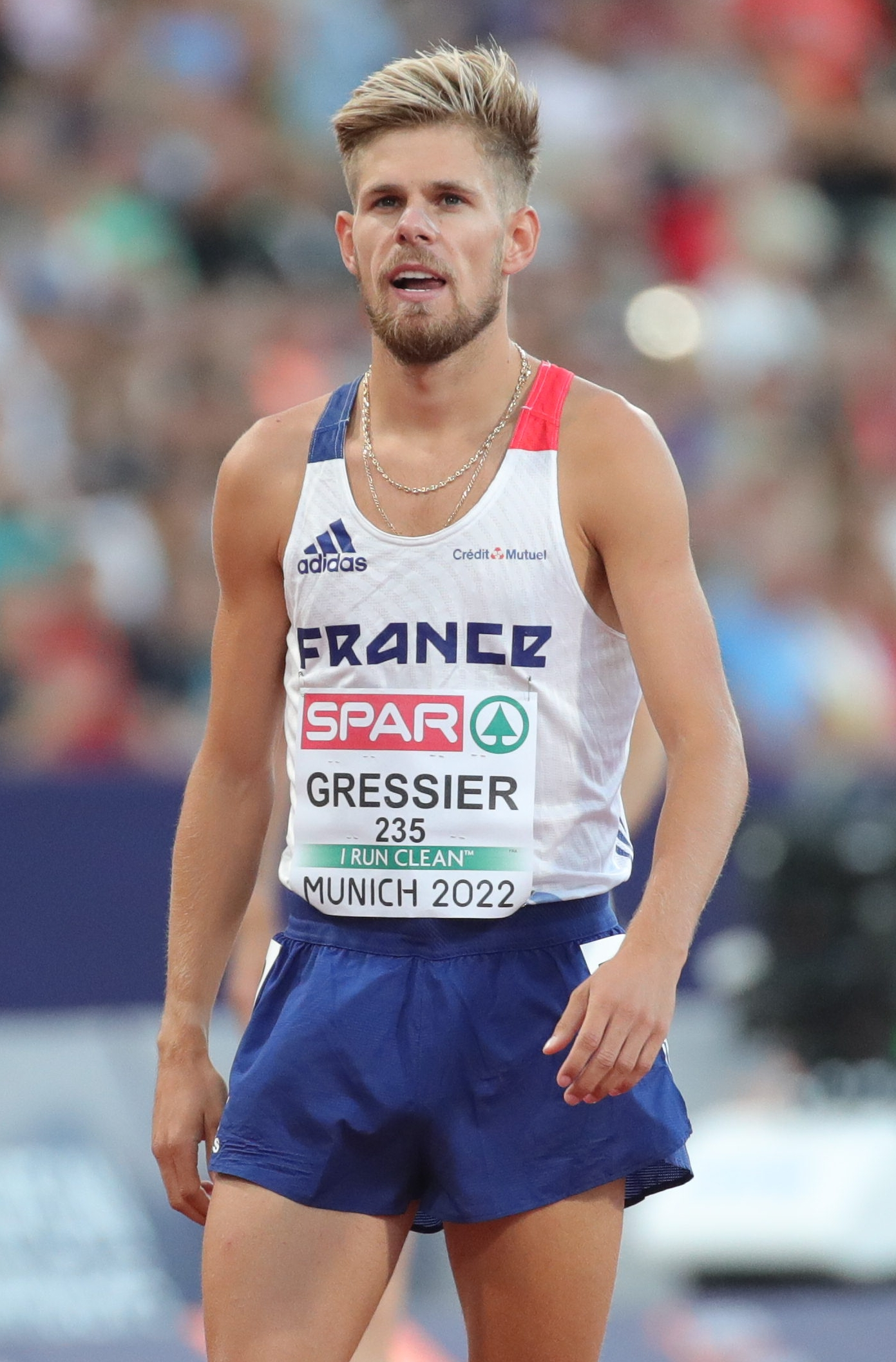
Jimmy Gressier lors des championnats d'Europe 2022 à Munich.

Le 29 janvier à Karlsruhe il signe en 7 min 39 s 70 la deuxième performance française de tous les temps sur 3 000 m en salle, derrière les 7 min 33 s 73 de Bouabdellah Tahri réalisés en 2010. Il termine troisième de la course[Laquelle ?]. En mars 2020[pas clair], il participe aux championnats d'Europe d'athlétisme en salle sur 3 000 mètres, se classant huitième de la finale[réf. nécessaire].
Le 3 juin, Gressier gagne le 5 000 m du meeting de Huelva en Espagne en 13 min 08 s 95, record personnel pulvérisé et minima olympiques validés. Pourtant, deux jours plus tôt, l'athlète français n'avait pas pu participer au meeting de Göteborg en Suède en raison d'un test PCR périmé de cinq heures, et avait dû passer une nuit entière sur une banquette de l'aéroport avant de rentrer en France et de rallier l'Andalousie.
Le 9 juin, il améliore son record personnel sur le 1 500 m à Marseille en 3 min 35 s 97.
Jimmy Gressier est médaillé de bronze en individuel et médaillé d'or par équipes aux Championnats d'Europe de cross-country 2021 à Dublin.

### Récupération du record d'Europe du 5 km sur route (2023)
Après avoir perdu son record d'Europe du 5 kilomètres sur route à la faveur de l'italien Yemaneberhan Crippa (13'14'' en 2022), et revenant d'un stage de trois semaines au Kenya, il le récupère le 12 février 2023 à l'occasion du 5 kilomètres de Monaco établissant un nouveau temps de référence de 13'12. Il participe ensuite le 5 mars à son premier semi-marathon de Paris en carrière. Il termine troisième en réalisant 59 minutes 55 secondes, un temps qui fait de lui le troisième Français à réussir cette épreuve en moins d'une heure et le neuvième Européen.
Le 26 février, il améliore son meilleur temps sur le 10 kilomètres en établissant un temps en 27 min 33 s à Castellon.
Le 12 mars 2023, il s'impose pour la première fois lors des championnats de France de cross long en catégorie élite à Carhaix avec un temps de 32 min 24 s. Le 16 mars 2025, il s'attaque à son propre record d'Europe du 5 km dans les rues de Lille et inscrit un nouveau record de 12 min 57 s.
Le 21 juillet 2023, lors du meeting Herculis, il bat le record de France du 5 000 mètres, en 12 min 56 s 09, améliorant de plus de deux secondes l'ancienne marque détenue par Ismaïl Sghyr.
Le 28 juillet 2023, il remporte le 5 000 mètres des Championnats de France d'athlétisme 2023 à Albi, battant le record des Championnats de France de plus de deux secondes.

### Record d'Europe du 10 kilomètres et record de France du 10 000 mètres (2024)
Le 17 mars, il améliore le record d'Europe du 10 kilomètres sur route en remportant le 10 kilomètres de Lille en 27 min et 7 secondes. Ce record est à son tour amélioré le 16 novembre 2024 par Étienne Daguinos, en 27 min et 4 seconds. Lors du Meeting d'Oslo, il améliore son record de France du 5 000 mètres en 12 min 54 s 97.
Lors des Jeux Olympiques de Paris, il bat le record de France du 10 000 en se classant à la 13e place de l'épreuve en 26 min et 58 secondes.
Le 17 novembre, il remporte le cross d'Allonnes, le 8 décembre, il s'incline au sprint lors de la course de l'escalade de Genêve face à Dominic Lobalu. Une semaine plus tard, il remporte les 10 kilomètres de Houilles devant Yann Schrub.

### Signature pour la marque Kiprun
Après avoir passé 8 ans chez la marque Nike, Jimmy Gressier signe pour la marque française KIPRUN. Il ambitionne ainsi de réaliser son premier marathon avant les Jeux Olympiques de 2028.

## Enquête pour harcèlement sexuel
En 2024, il est visé par une enquête pour harcèlement sexuel ouverte par le parquet de Paris après le signalement reçu en octobre 2023 du directeur de l’Institut national du sport, de l'expertise et de la performance (Insep). Ce signalement fait suite à une commission d’enquête parlementaire sur les dysfonctionnements des fédérations dans le sport, pendant laquelle l’athlète Claire Palou dénonce des faits de harcèlement sexuel,.

## Palmarès

### Palmarès international
| Date | Compétition                               | Lieu                            | Résultat | Épreuve       | Temps               |
| ---- | ----------------------------------------- | ------------------------------- | -------- | ------------- | ------------------- |
| 2015 | Championnats du monde de cross-country    | Guiyang                         | 80e      | Junior        | 27 min 10 s 0       |
| 2015 | Championnats d'Europe de cross-country    | Hyères                          | 4e       | Junior        | 17 min 48 s 0       |
| 2015 | Championnats d'Europe de cross-country    | Hyères                          | 1er      | Par équipes   | —                   |
| 2016 | Championnats du monde juniors             | Bydgoszcz                       | 10e      | 5 000 m       | 13 min 55 s 07      |
| 2016 | Championnats d'Europe de cross-country    | Chia                            | 4e       | Junior        | 17 min 19 s 0       |
| 2016 | Championnats d'Europe de cross-country    | Chia                            | 1er      | Par équipes   | —                   |
| 2017 | Championnats d'Europe espoirs             | Bydgoszcz                       | Finale   | 5 000 m       | DQ                  |
| 2017 | Championnats d'Europe de cross-country    | Šamorín                         | 1er      | Espoir        | 24 min 35 s 0       |
| 2017 | Championnats d'Europe de cross-country    | Šamorín                         | 1er      | Par équipes   | —                   |
| 2018 | Jeux méditerranéens                       | Tarragone                       | 8e       | 5 000 m       | 14 min 01 s 13      |
| 2018 | Championnats d'Europe de cross-country    | Tilbourg                        | 1er      | Espoir        | 23 min 37 s 0       |
| 2018 | Championnats d'Europe de cross-country    | Tilbourg                        | 1er      | Par équipes   | —                   |
| 2019 | Championnats d'Europe en salle            | Glasgow                         | 7e       | 3 000 m       | 08 min 00 s 89      |
| 2019 | Championnats d'Europe espoirs             | Gävle                           | 1er      | 5 000 m       | 14 min 16 s 55      |
| 2019 | Championnats d'Europe espoirs             | Gävle                           | 1er      | 10 000 m      | 28 min 44 s 17      |
| 2019 | Championnats d'Europe de cross-country    | Lisbonne                        | 1er      | Espoir        | 24 min 17 s 0       |
| 2019 | Championnats d'Europe de cross-country    | Lisbonne                        | 1er      | Par équipes   | —                   |
| 2021 | Championnats d'Europe en salle            | Toruń                           | 8e       | 3 000 m       | 7 min 52 s 43       |
| 2021 | Jeux olympiques                           | Tokyo                           | 13e      | 5 000 m       | 13 min 11 s 33      |
| 2021 | Championnats d'Europe de cross-country    | Dublin                          | 3e       | Senior        | 30 min 34 s 0       |
| 2021 | Championnats d'Europe de cross-country    | Dublin                          | 1er      | Par équipes   | —                   |
| 2022 | Coupe d'Europe de 10 000 m                | Pacé                            | 1er      | 10 000 m      | 27 min 24 s 51      |
| 2022 | Championnats du monde                     | Eugene                          | 11e      | 10 000 m      | 27 min 44 s 55      |
| 2022 | Championnats d'Europe                     | Munich                          | 4e       | 10 000 m      | 27 min 49 s 84      |
| 2023 | Championnats du monde                     | Budapest                        | 9e       | 5 000 m       | 13 min 17 s 20      |
| 2023 | Championnats du monde de course sur route | Riga                            | 5e       | Semi-marathon | 59 min 46 s         |
| 2024 | Championnats d'Europe                     | Rome                            | 5e       | 10 000 m      | 28 min 01 s 42      |
| 2024 | Jeux olympiques d'été de 2024             | Saint-Denis (Seine-Saint-Denis) | 13e      | 10 000 m      | 26 min 58 s 67 (NR) |
| 2025 | Championnats d'Europe de course sur route | Belgique                        | 1er      | Semi-marathon | 59 min 45 s         |
| 2025 | Championnats d'Europe de course sur route | Belgique                        | 1er      | Equipes       |                     |

### Palmarès national
| Année | Compétition                             | Lieu             | Résultat | Épreuve                      | Temps          |
| ----- | --------------------------------------- | ---------------- | -------- | ---------------------------- | -------------- |
| 2014  | Championnat de France de cross-country  | Le Pontet        | 6e       | Course cadets hommes         | 19 min 28 s    |
| 2015  | Championnat de France de cross-country  | Les Mureaux      | 6e       | Course juniors hommes        | 25 min 08 s    |
| 2016  | Championnat de France de cross-country  | Le Mans          | 3e       | Course juniors hommes        | 25 min 03 s    |
| 2016  | Championnats de France cadets-juniors   | Châteauroux      | 2e       | 1 500 m                      | 03 min 55 s 84 |
| 2016  | Championnats de France de 10 kilomètres | Langueux         | 1er      | Classement juniors           | 30 min 19 s    |
| 2017  | Championnat de France de cross-country  | Saint-Galmier    | 8e       | Cross court                  | 11 min 38 s    |
| 2017  | Championnats de France de 10 kilomètres | Aubagne          | 1er      | Classement espoirs           | 29 min 31 s 0  |
| 2017  | Championnats de France de 10 kilomètres | Aubagne          | 1er      | Toutes catégories confondues | 29 min 31 s 0  |
| 2017  | Championnats de France espoirs          | Albi             | 2e       | 1 500 m                      | 03 min 48 s 49 |
| 2018  | Championnat de France de cross-country  | Plouay           | 13e      | Cross long                   | 35 min 06 s    |
| 2018  | Championnat de France de cross-country  | Plouay           | 3e       | Classement espoirs           | 35 min 06 s    |
| 2019  | Championnats de France élites en salle  | Miramas          | 2e       | 3 000 mètres                 | 07 min 52 s 08 |
| 2019  | Championnats de France de cross-country | Vittel           | 3e       | Cross long                   | 34 min 38 s    |
| 2019  | Championnats de France de cross-country | Vittel           | 1er      | Classement espoirs           | 34 min 38 s    |
| 2020  | Championnats de France élites           | Albi             | 1er      | 5 000 mètres                 | 13 min 33 s 08 |
| 2021  | Championnat de France de cross-country  | Montauban        | 1er      | Cross court                  | 13 min 50 s    |
| 2022  | Championnat de France de 10 kilomètre   | Boulogne-sur-Mer | 1er      | Course élite homme           | 27 min 41 s    |
| 2023  | Championnats de France de cross-country | Carhaix          | 1er      | Cross long                   | 32 min 24 s    |
| 2023  | Championnats de France d'athlétisme     | Albi             | 1er      | 5 000 m                      | 13 min 23 s 56 |

### Résultats enLigue de Diamant
| Date            | Meeting             | Ville     | Epreuve | Résultat | Temps          |
| --------------- | ------------------- | --------- | ------- | -------- | -------------- |
| 23 mai 2021     | Müller Grand Prix   | Gateshead | 5 000m  | 8e       | 13 min 25 s 36 |
| 5 juin 2022     | Meeting Mohammed VI | Rabat     | 1 500m  | 12e      | 3 min 39 s 47  |
| 18 juin 2022    | Meeting de Paris    | Paris     | 5 000m  | 4e       | 13 min 08 s 75 |
| 21 juillet 2023 | Meeting Herculis    | Monaco    | 5 000m  | 9e       | 12 min 56 s 09 |
| 30 mai 2024     | Bislett Games       | Oslo      | 5 000m  | 11e      | 12 min 54 s 97 |
| 20 juin 2025    | Meeting de Paris    | Paris     | 5 000m  | 4e       | 12 min 51 s 59 |
| 11 juillet 2025 | Meeting Herculis    | Monaco    | 5 000m  | 2e       | 12 min 53 s 36 |

## Records
| Épreuve            | Temps                | Lieu               | Date               |
| Piste en plein air | Piste en plein air   | Piste en plein air | Piste en plein air |
| ------------------ | -------------------- | ------------------ | ------------------ |
| 800 m              | 1 min 54 s 33        | Calais             | 7 mai 2017         |
| 1 000 m            | 2 min 18 s 87        | Milan              | 27 avril 2024      |
| 1 500 m            | 3 min 33 s 90        | Montesson          | 10 juin 2023       |
| 3 000 m            | 7 min 40 s 21        | Stockholm          | 2 juillet 2023     |
| 3 000 m steeple    | 8 min 24 s 72        | Décines            | 29 août 2020       |
| 5 000 m            | 12 min 51 s 59 (NR)  | Paris              | 20 juin 2025       |
| 10 000 m           | 26 min 58 s 67 (NR)  | Saint-Denis        | 2 août 2024        |
| Route              |                      |                    |                    |
| 5 km               | 12 min 57 s (AR, NR) | Lille              | 16 mars 2025       |
| 10 km              | 27 min 7 s           | Lille              | 17 mars 2024       |
| Semi-marathon      | 59 min 46 s          | Riga               | 1er octobre 2023   |
| Salle              |                      |                    |                    |
| 1 500 m            | 3 min 37 s 41        | Metz               | 12 février 2022    |
| 3 000 m            | 7 min 39 s 70        | Karlsruhe          | 29 janvier 2021    |
| 5 000 m            | 13 min 0 s 54 (NR)   | Boston             | 1er février 2025   |

## Progression dans la hiérarchie mondiale
| 5000m                       | 5000m          | 5000m |
| Année                       | Temps          | Rang  |
| --------------------------- | -------------- | ----- |
| 2025                        | 12 min 51 s 59 | 16    |
| 2024                        | 12 min 54 s 97 | 18    |
| 2023                        | 12 min 56 s 09 | 16    |
| 2022                        | 13 min 08 s 75 | 50    |
| 2021                        | 13 min 08 s 99 | 30    |
| 2020*                       | 13 min 15 s 77 | 27    |
| 2019                        | 13 min 23 s 04 | 84    |
| 2018                        | 13 min 38 s 26 | 179   |
| 2017                        | 13 min 50 s 88 | 368   |
| 2016                        | 13 min 55 s 07 | 510   |
| * année Covid (confinement) |                |       |